# Helgi i Finnbogi
Helgi i Finnbogi eren dos germans vikings i mercaders d'Islàndia nascuts a la fi del segle x.
La Saga Grœnlendinga esmenta la seva arribada a Groenlàndia un estiu. Tots dos van negociar un acord amb Freydís Eiríksdóttir, compartir els beneficis del viatge a l'acabada de descobrir Vinland. Els dos grups aportarien 30 homes per a cada tripulació, però Freydis va augmentar el número del seu grup en secret.
Una vegada a Vinland, va haver-hi tensió entre tots dos grups. Helgi i Finnbogi van decidir fundar un assentament a part amb el seu grup.
Un dia Freydis va visitar als germans en la seva cabanya per a preguntar com anava tot i van respondre que bé, però que no els agradava el ressentiment que havia sorgit entre totes dues parts. Llavors van fer les paus.
Quan Freydis va partir de retorn amb el seu grup, es va copejar a si mateixa per a aparentar que havia estat maltractada. Quan va aparèixer en el seu assentament, el seu marit li va preguntar qui l'havia tractat d'aquesta manera i Freydis va acusar els germans, va titllar de covard al seu marit per no tenir coratge per a venjar-la en el seu nom i que si no actuava aviat es divorciaria d'ell. Llavors van reunir un grup, van anar a l'altre campament i van matar tots els homes que hi havia allí però no van voler matar a les dones. Davant d'això, Freydis va agarrar una destral i personalment va acabar la matança massacrant-les a totes.
Al seu retorn a Groenlàndia, va explicar al seu germà Leif Eriksson que Helgi i Finnbogi havien decidit quedar-se a viure a Vinland.